# 舒天民
舒天民（1889年—1930年），原名孙基祖，字燕荪，号天民，奉天盖平縣（辽宁盖州市）人。中华民国政治人物。

## 生平
奉天中学读书。辛亥革命后，亲赴南京接受革命任务，与郭俊臣、刘叙堂、张廷茂、王俊山、朴冠山等人约期举事，于宣统三年十一月三十日（1912年1月18日），率200余众，一举占据了盖州万福镇。1月21日，起义军宣布成立中华民国关东盖平军政分府，舒天民任总司令官。1月23日，东三省总督赵尔巽派奉天西部防管营管带孙烈臣率一营马队与盖平军警联合围攻万福庄，郭俊臣等人被捕，起义军失败。舒天民逃匿北。民国初年，入北京大学读书，毕业后曾服务于张作霖部下。1930年患精神病故去（一说1914年病故）。